# 蘇代
蘇 代（そ だい）は、中国戦国時代の縦横家。東周の洛邑（現在の河南省洛陽市の東）の人物で、蘇秦の弟で、蘇厲の兄。
燕王への謁見を望み、楚と魏を同盟国として利用し、秦と斉を制圧するという案を献策した。燕王は諸侯に使者を送り親善した。